# Verein für Bewegungsspiele Oldenburg 1995-1996
Questa voce raccoglie le informazioni riguardanti il Verein für Bewegungsspiele Oldenburg nelle competizioni ufficiali della stagione 1995-1996.

## Stagione
Nella stagione 1995-1996 l'Oldenburg, allenato da Hubert Hüring, concluse il campionato di Regionalliga Nord al 1º posto, vinse lo spareggio promozione con il  TeBe Berlino e fu promosso in 
2. Bundesliga 1996-1997.

## Rosa
| N. |                     | Ruolo | Calciatore      |
| -- | ------------------- | ----- | --------------- |
| 5  | Nigeria (bandiera)  | D     | Andrew Uwe      |
|    | Germania (bandiera) | P     | Hans-Jörg Butt  |
|    | Polonia (bandiera)  | D     | Wiesław Cisek   |
|    | Germania (bandiera) | D     | Frank Claaßen   |
|    | Germania (bandiera) | D     | Sandy Enge      |
|    | Polonia (bandiera)  | D     | Maciej Janiak   |
|    | Polonia (bandiera)  | D     | Krzysztof Zając |
|    | Germania (bandiera) | C     | Andreas Boll    |
|    | Germania (bandiera) | C     | Sven Bremer     |

| N. |                     | Ruolo | Calciatore          |
| -- | ------------------- | ----- | ------------------- |
|    | Germania (bandiera) | C     | Timo Ehle           |
|    | Germania (bandiera) | C     | Thomas Goch         |
|    | Germania (bandiera) | C     | Eckhard Lück        |
|    | Germania (bandiera) | C     | Alexander Woloschin |
|    | Germania (bandiera) | C     | Patrick Zierott     |
|    | Germania (bandiera) | A     | Horst Elberfeld     |
|    | Nigeria (bandiera)  | A     | Collins Etebu       |
|    | Germania (bandiera) | A     | Tino Rodehau        |

## Organigramma societario
Area tecnica
- Allenatore: Hubert Hüring
- Allenatore in seconda:
- Preparatore dei portieri:
- Preparatori atletici:
- Analisi video:

## Calciomercato

### Sessione estiva
| Acquisti | Acquisti      | Acquisti               | Acquisti |
| R.       | Nome          | da                     | Modalità |
| -------- | ------------- | ---------------------- | -------- |
| A        | Collins Etebu | Darmstadt              |          |
| D        | Maciej Janiak | Eintracht Braunschweig |          |
| A        | Tino Rodehau  | VfL Oldenburg          |          |
| D        | Andrew Uwe    | Wehen Wiesbaden        |          |

| Cessioni | Cessioni         | Cessioni              | Cessioni |
| R.       | Nome             | a                     | Modalità |
| -------- | ---------------- | --------------------- | -------- |
| D        | Dirk Gellrich    | Gütersloh             |          |
| D        | Thomas Grabow    | Eintracht Norderstedt |          |
| C        | Carsten Herrmann | SV Wilhelmshaven      |          |
| D        | Dirk Lellek      | SV Wilhelmshaven      |          |
| A        | Dean Ljubančić   | Orijent               |          |
| A        | Eugeniusz Ptak   | Miedź Legnica         |          |

## Risultati

### Regionalliga

#### Girone di andata
| 6 agosto 1995, ore 15:00 CEST 1ª giornata | Atlas Delmenhorst | 0 – 0 | Oldenburg |  |

| 9 agosto 1995, ore 18:00 CEST 2ª giornata | Oldenburg | 4 – 1 | Kickers Emden |  |

| 13 agosto 1995, ore 15:00 CEST 3ª giornata | TuS Celle | 4 – 2 | Oldenburg |  |

| 20 agosto 1995, ore 15:00 CEST 4ª giornata | Oldenburg | 2 – 0 | Lurup |  |

| 22 agosto 1995, ore 15:00 CEST 5ª giornata | Amburgo II | 0 – 1 | Oldenburg |  |

| 3 settembre 1995, ore 15:00 CEST 6ª giornata | Oldenburg | 2 – 0 | Concordia Amburgo |  |

| 8 settembre 1995, ore 18:00 CEST 7ª giornata | Herzlake | 1 – 0 | Oldenburg |  |

| 17 settembre 1995, ore 15:00 CEST 8ª giornata | Oldenburg | 2 – 1 | Lüneburger |  |

| 22 settembre 1995, ore 18:00 CEST 9ª giornata | Osnabrück | 2 – 3 | Oldenburg |  |

| 8 ottobre 1995, ore 15:00 CET 10ª giornata | Oldenburg | 2 – 0 | Wilhelmshaven |  |

| 14 ottobre 1995, ore 15:00 CET 11ª giornata | Eintracht Braunschweig | 2 – 0 | Oldenburg |  |

| 22 ottobre 1995, ore 15:00 CET 12ª giornata | Oldenburg | 1 – 0 | 93 Amburgo |  |

| 29 ottobre 1995, ore 15:00 CET 13ª giornata | St. Pauli II | 4 – 1 | Oldenburg |  |

| 5 novembre 1995, ore 15:00 CET 14ª giornata | Oldenburg | 0 – 0 | Norderstedt |  |

| 12 novembre 1995, ore 15:00 CET 15ª giornata | Cloppenburg | 2 – 3 | Oldenburg |  |

| 19 novembre 1995, ore 15:00 CET 16ª giornata | Oldenburg | 1 – 1 | Holstein Kiel |  |

| 2 dicembre 1995, ore 15:00 CET 17ª giornata | Werder Brema II | 0 – 0 | Oldenburg |  |

#### Girone di ritorno
| 9 dicembre 1995, ore 15:00 CET 18ª giornata | Oldenburg | 1 – 1 | Atlas Delmenhorst |  |

| 15 dicembre 1995, ore 18:00 CET 19ª giornata | Kickers Emden | 3 – 1 | Oldenburg |  |

| 17 aprile 1996, ore 18:00 CEST 20ª giornata | Oldenburg | 2 – 0 | TuS Celle |  |

| 10 marzo 1996, ore 15:00 CET 21ª giornata | Lurup | 0 – 1 | Oldenburg |  |

| 6 aprile 1996, ore 15:00 CEST 22ª giornata | Oldenburg | 3 – 0 | Amburgo II |  |

| 8 aprile 1996, ore 15:00 CEST 23ª giornata | Concordia Amburgo | 1 – 4 | Oldenburg |  |

| 1º maggio 1996, ore 15:00 CEST 24ª giornata | Oldenburg | 2 – 0 | Herzlake |  |

| 16 maggio 1996, ore 15:00 CEST 25ª giornata | Lüneburger | 2 – 3 | Oldenburg |  |

| 24 marzo 1996, ore 15:00 CET 26ª giornata | Oldenburg | 1 – 1 | Osnabrück |  |

| 31 marzo 1996, ore 15:00 CET 27ª giornata | Wilhelmshaven | 4 – 1 | Oldenburg |  |

| 14 aprile 1996, ore 15:00 CEST 28ª giornata | Oldenburg | 2 – 1 | Eintracht Braunschweig |  |

| 21 aprile 1996, ore 15:00 CEST 29ª giornata | 93 Amburgo | 2 – 3 | Oldenburg |  |

| 28 aprile 1996, ore 15:00 CEST 30ª giornata | Oldenburg | 2 – 0 | St. Pauli II |  |

| 4 maggio 1996, ore 15:00 CEST 31ª giornata | Norderstedt | 1 – 0 | Oldenburg |  |

| 12 maggio 1996, ore 15:00 CEST 32ª giornata | Oldenburg | 2 – 0 | Cloppenburg |  |

| 19 maggio 1996, ore 15:00 CEST 33ª giornata | Holstein Kiel | 1 – 3 | Oldenburg |  |

| 23 maggio 1996, ore 19:30 CEST 34ª giornata | Oldenburg | 1 – 1 | Werder Brema II |  |

### Spareggio promozione intergirone
| Arbitro: | Jansen |

|              |           |           |
| Backasch 44’ | Marcatori | 76’ Cisek |

| Arbitro: | Merk |

|                              |           |                  |
| Butt 8’ (rig.) Woloschin 95’ | Marcatori | 70’ (rig.) Aksoy |

## Statistiche

### Statistiche di squadra
| Competizione                     | Punti | In casa | In casa | In casa | In casa | In casa | In casa | In trasferta | In trasferta | In trasferta | In trasferta | In trasferta | In trasferta | Totale | Totale | Totale | Totale | Totale | Totale | DR  |
| Competizione                     | Punti | G       | V       | N       | P       | Gf      | Gs      | G            | V            | N            | P            | Gf           | Gs           | G      | V      | N      | P      | Gf     | Gs     | DR  |
| -------------------------------- | ----- | ------- | ------- | ------- | ------- | ------- | ------- | ------------ | ------------ | ------------ | ------------ | ------------ | ------------ | ------ | ------ | ------ | ------ | ------ | ------ | --- |
| Regionalliga Nord                | 67    | 17      | 12      | 5       | 0       | 30      | 7       | 17           | 8            | 2            | 7            | 26           | 29           | 34     | 20     | 7      | 7      | 56     | 36     | +20 |
| Spareggio promozione intergirone | -     | 1       | 1       | 0       | 0       | 2       | 1       | 1            | 0            | 1            | 0            | 1            | 1            | 2      | 1      | 1      | 0      | 3      | 2      | +1  |
| Totale                           | 67    | 18      | 13      | 5       | 0       | 32      | 8       | 18           | 8            | 3            | 7            | 27           | 30           | 36     | 21     | 8      | 7      | 59     | 38     | +21 |

### Andamento in campionato
| Giornata  | 1 | 2 | 3 | 4 | 5 | 6 | 7 | 8 | 9 | 10 | 11 | 12 | 13 | 14 | 15 | 16 | 17 | 18 | 19 | 20 | 21 | 22 | 23 | 24 | 25 | 26 | 27 | 28 | 29 | 30 | 31 | 32 | 33 | 34 |
| --------- | - | - | - | - | - | - | - | - | - | -- | -- | -- | -- | -- | -- | -- | -- | -- | -- | -- | -- | -- | -- | -- | -- | -- | -- | -- | -- | -- | -- | -- | -- | -- |
| Luogo     | T | C | T | C | T | C | T | C | T | C  | T  | C  | T  | C  | T  | C  | T  | C  | T  | C  | T  | C  | T  | C  | T  | C  | T  | C  | T  | C  | T  | C  | T  | C  |
| Risultato | N | V | P | V | V | V | P | V | V | V  | P  | V  | P  | N  | V  | N  | N  | N  | P  | V  | V  | V  | V  | V  | V  | N  | P  | V  | V  | V  | P  | V  | V  | N  |
| Posizione | 8 | 4 | 8 | 6 | 5 | 3 | 4 | 3 | 3 | 2  | 2  | 1  | 2  | 2  | 2  | 2  | 3  | 3  | 3  | 3  | 3  | 3  | 1  | 1  | 1  | 1  | 2  | 2  | 1  | 1  | 1  | 1  | 1  | 1  |

Legenda:

Luogo: C = Casa; T = Trasferta. Risultato: V = Vittoria; N = Pareggio; P = Sconfitta.

### Statistiche dei giocatori
| A. Boll      | 0 | 0 | 0 | 0 |
| S. Bremer    | 2 | 0 | 0 | 0 |
| H. Butt      | 2 | 1 | 0 | 0 |
| W. Cisek     | 2 | 1 | 0 | 0 |
| F. Claaßen   | 0 | 0 | 0 | 0 |
| T. Ehle      | 2 | 0 | 0 | 0 |
| H. Elberfeld | 2 | 0 | 0 | 0 |
| S. Enge      | 2 | 0 | 1 | 0 |
| C. Etebu     | 2 | 0 | 0 | 0 |
| T. Goch      | 2 | 0 | 0 | 0 |
| M. Janiak    | 1 | 0 | 0 | 0 |
| E. Lück      | 1 | 0 | 0 | 0 |
| T. Rodehau   | 1 | 0 | 0 | 0 |
| A. Uwe       | 2 | 0 | 0 | 0 |
| A. Woloschin | 2 | 1 | 0 | 0 |
| K. Zając     | 2 | 0 | 1 | 0 |
| P. Zierott   | 2 | 0 | 1 | 0 |